# John Riel Casimero
John Riel Casimero est un boxeur philippin né le 13 février 1989 à Ormoc.

## Carrière
Passé professionnel en 2007, il s'empare du titre vacant de champion du monde des poids mi-mouches IBF le 4 août 2012 après sa victoire aux points contre Pedro Guevara. Il conserve sa ceinture le 16 mars 2013 en dominant aux points Luis Alberto Rios et le 26 octobre 2013 par arrêt de l'arbitre au 11e round contre Felipe Salguero.
Le 2 mai 2014, il échoue à faire le poids à la veille de son combat contre Mauricio Fuentes. Le titre IBF est alors déclaré vacant mais le combat a quand même lieu et Casimero l'emporte par KO dès le premier round. Le 25 mai 2016, il s'empare du titre de champion du monde des poids mouches IBF aux dépens d'Amnat Ruenroeng par KO à la 4e reprise, titre qu'il défend victorieusement le 10 septembre 2016 par arrêt de l'arbitre au 10e round contre l'anglais Charlie Edwards avant de le laisser vacant en fin d'année.
Le 30 novembre 2019, Casimero s'empare de la ceinture de champion du monde des poids coqs WBO aux dépens de Zolani Tete et devient ainsi champion dans une troisième catégorie de poids. Il conserve cette nouvelle ceinture le 26 septembre 2020 en battant par arrêt de l'arbitre au 3e round Duke Micah puis le 14 août 2021 Guillermo Rigondeaux aux points. Casimero est toutefois destitué le 3 mai 2022 pour ne pas avoir remis son titre en jeu dans le délai imparti.